# Brachyscleroma
Brachyscleroma is een geslacht van insecten uit de orde vliesvleugeligen (Hymenoptera) en de familie Ichneumonidae.

## Soorten
- B. albipetiolata He & Chen, 1996
- B. apoderi Cushman, 1940
- B. areolaris Gupta, 1994
- B. assamensis Gupta, 1994
- B. beckeri Gupta, 1994
- B. congoensis Delobel, 1993
- B. chinensis Gupta, 1994
- B. choui He, Chen & Ma, 2000
- B. flavoabdominalis Gupta, 1994
- B. flavomaculata He & Chen, 1995
- B. glabrifacialis He, Chen & Ma, 2000
- B. jiulongshana He, Chen & Ma, 2000
- B. longiterebrae He, Chen & Ma, 2000
- B. malayensis Gupta, 1994
- B. medleri Gupta, 1994
- B. nepalensis Gupta, 1994
- B. nigricans He & Chen
- B. townesi Chiu, 1987
- B. umbilici Chiu, 1987
- B. zhoui He, Chen & Ma, 2000